# Uhelná elektrárna

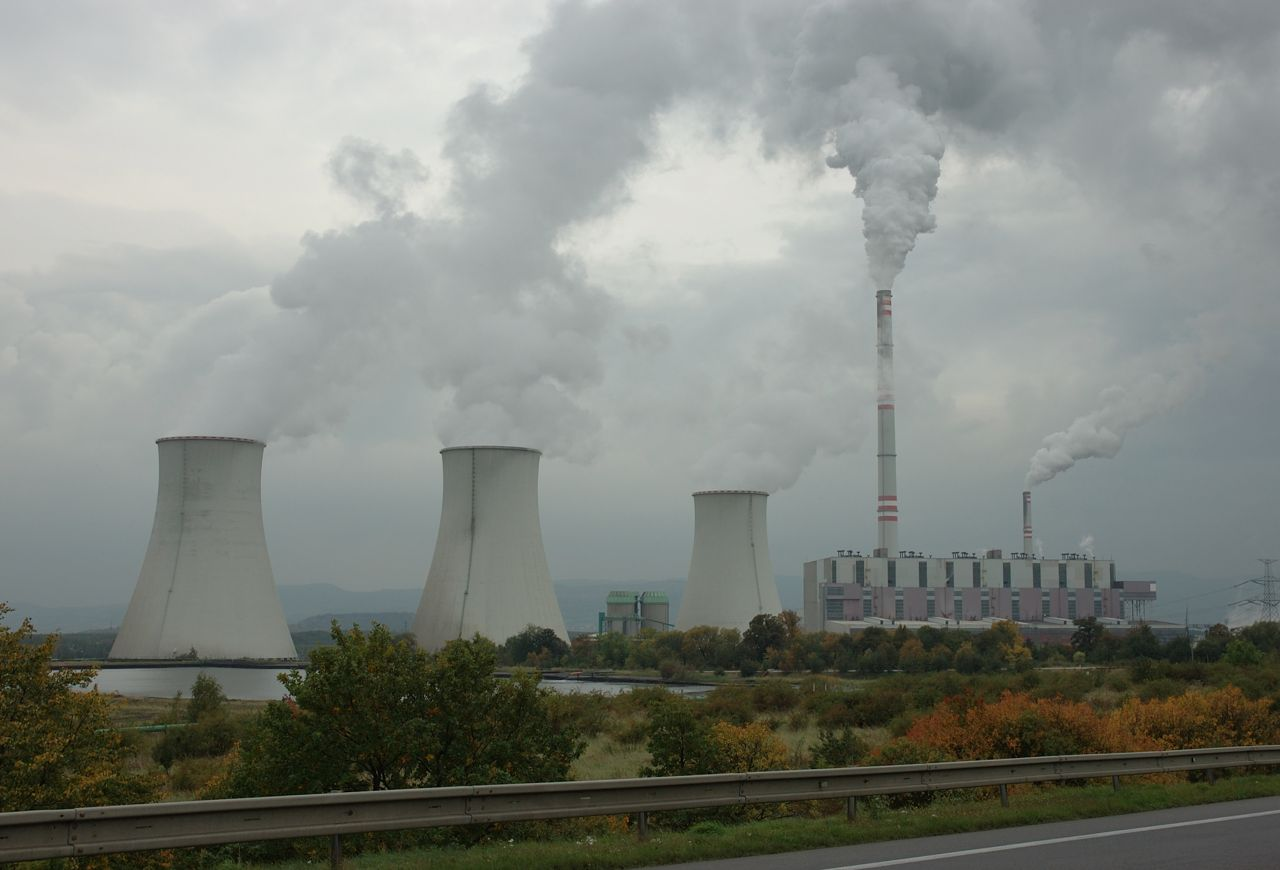
Elektrárny Prunéřov v Ústeckém kraji

Uhelná elektrárna je tepelná elektrárna, která využívá spalování uhlí pro získání tepelné a elektrické energie. Jedná se o technologický celek, který vyrábí elektrickou energii přeměnou z chemické energie vázané v palivu (hnědé nebo černé uhlí) prostřednictvím tepelné energie.

## Charakteristika
Účinnost přeměny energie v moderních uhelných elektrárnách se pohybuje kolem 42 %.
České uhelné elektrárny v roce 2022 produkují 1 kWh za 20 haléřů (tj. 200 Kč za 1 MWh), avšak kvůli pravidlům tvorby ceny na evropské energetické burze v Německu (která upřednostňuje obnovitelné zdroje) a prodeji povolenek, dochází k navyšování ceny (v únoru 2022 až 3000 Kč/MWh).

## Proces výroby energie

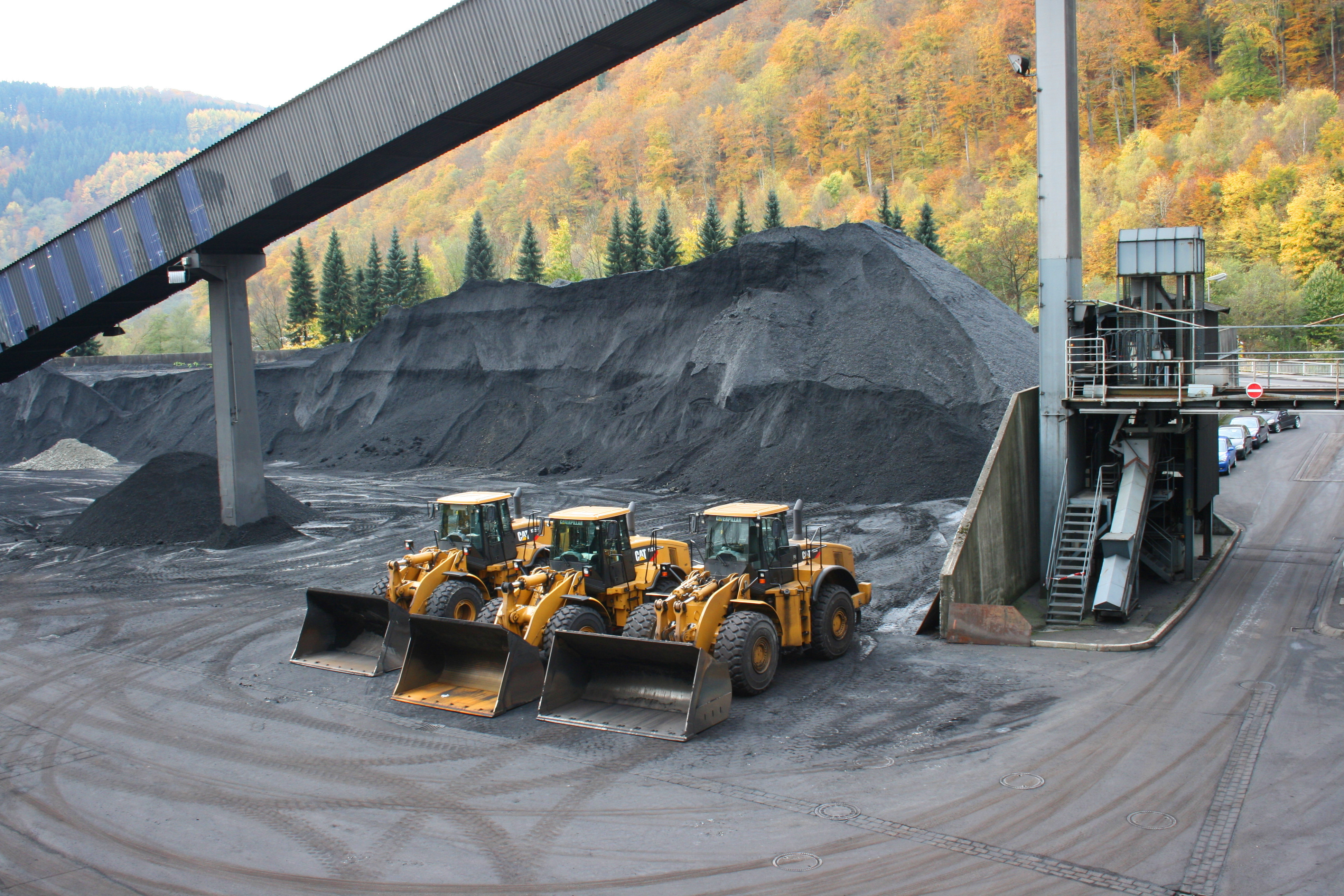
Úprava uhlí a jeho skladování

### Úprava uhlí
Uhlí je třeba nejdříve vytřídit od nečistot (kameny) a přetřídit v úpravně uhlí, kde je nadrceno na požadovanou velikost (uhelný prach). Úpravny uhlí jsou buď přímo v nebo vedle elektrárenského komplexu. Následně je pomocí pásových dopravníků transportováno na elektrárnu do části zauhlení. Zauhlení slouží jako zdroj paliva v případě odstávky na úpravně uhlí. Nejčastěji se jedná o ohraničenou deponii uhlí, kde je stále udržováno určité množství zásob uhlí. Nově příchozí uhlí je rozhrnováno buldozery. V krajní části této deponie nebo přímo pod ní se nacházejí zásobníky ve tvaru násypky (až 15 m hluboko). Ze zásobníků je uhlí mechanicky shrabováno na pásové dopravníky,které uhlí transportují do kotelny. V kotelně jsou „uhelné bunkry“. Každý takovýto bunkr zásobuje „uhelný mlýn“. Uhelné mlýny jsou v přízemí kotelny. Z „bunkru“ je uhlí dopraveno do mlýna, kde je rozemleto na nejjemnější frakci a spolu s předehřátým vzduchem je vyfukováno pomocí hořáků přímo do spalovací komory kotle.

### Spalování
Nadrcený uhelný prach se „vstřikuje“ do kotle, kde tak dochází k jeho kvalitnějšímu spalování, než u starších technologií. Spaliny, vzniklé při spalování uhlí, jsou vedeny přes elektrostatický odlučovač prachu a přes filtry k odsíření. Až poté jsou vypouštěny do ovzduší. S nimi se dostávají do okolí i radioaktivní prvky obsažené v uhlí.

### Přeměna energie

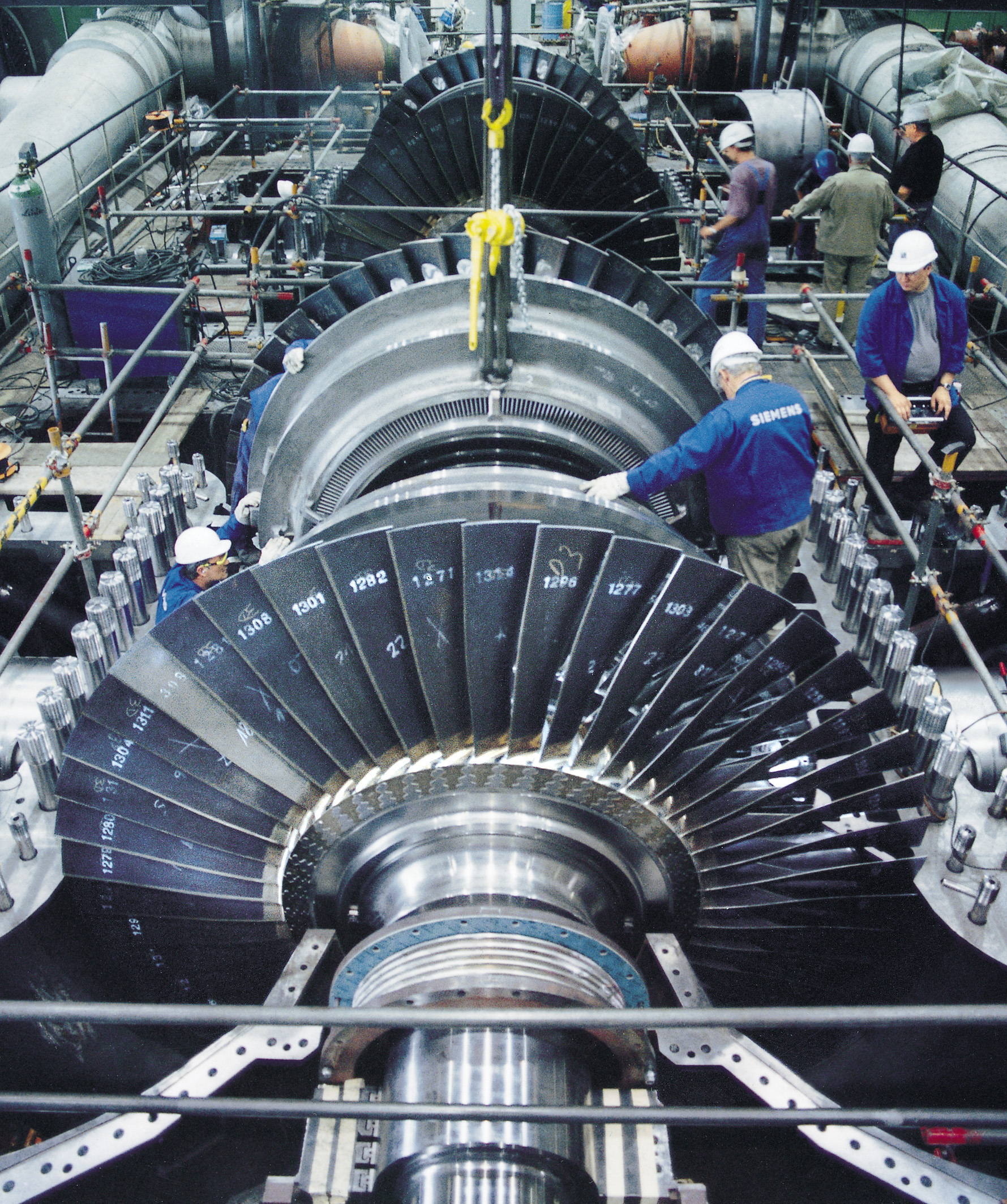
Parní turbína elektrárny

Teplo, vzniklé spalováním rozdrceného uhlí v kotli, ohřívá v primárním okruhu upravenou (demineralizovanou) vodu. Voda se v kotli postupně mění na páru o teplotě až 525 °C, moderní bloky i přes 600 °C a o přetlaku více než 6 MPa. Tato přehřátá pára je vedena do turbíny, v níž roztáčí lopatky turbíny. Turbina je spojena s alternátorem, v němž je vyráběna elektrická energie. Elektřina o napětí až 15 kV je vedena do transformátorů, v nichž se napětí upravuje na distribuční nebo přenosovou hladinu napětí 110 až 400 kV a pak je vyvedena do rozvodné sítě.

### Chlazení
Pára, která v turbině předala svou energii, je svedena do kondenzátoru.V něm se ochladí a zkondenzuje. Pomocí napájecích čerpadel se kondenzát (již jednou upravená voda) opět vrací do kotle.
V kondenzátoru je pára ochlazována surovou (neupravenou) vodou. Tato chladicí voda se zde ohřeje a proto je z kondenzátoru vedena do chladicích věží, kde se ochladí a opět vrací do chladicího okruhu. Úbytek chladicí vody, vzniklý jejím odpařením ve věžích, je doplňován z vodních toků.

## Uhelné elektrárny v Česku

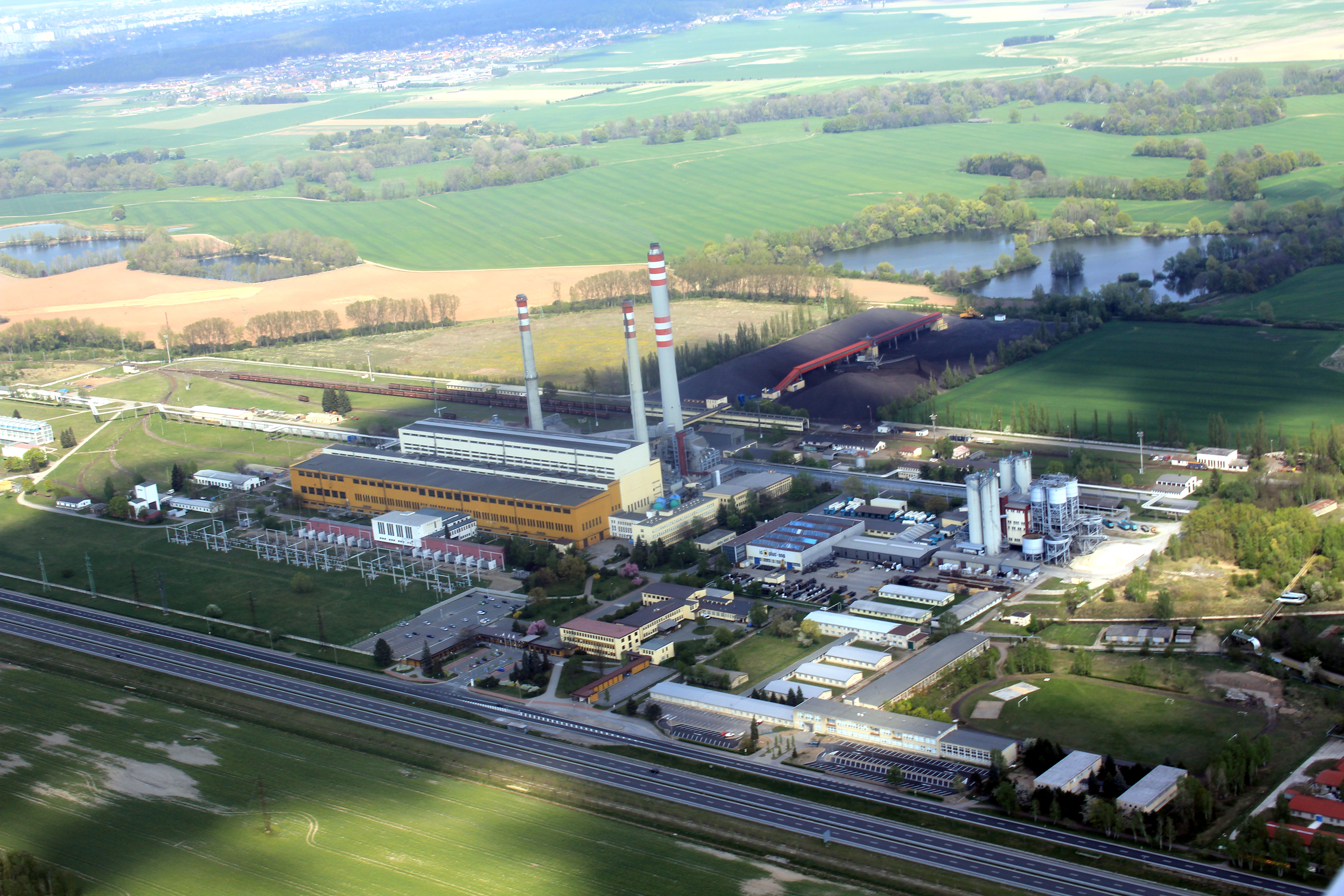
Elektrárna Opatovice nad Labem

Seznam nejvýznamnějších uhelných elektráren v Česku. Některé z nich mají více samostatných elektrárenských bloků: např. elektrárna Mělník je technologický komplex tří elektráren označovaných Mělník I až Mělník III.
- Prunéřov
- Tušimice
- Počerady
- Ledvice
- Komořany
- Mělník
- Dětmarovice – spaluje černé uhlí
- Tisová
- Chvaletice
- Opatovice nad Labem

### Konec uhelných elektráren
Uhelné elektrárny byly v rámci Green Dealu od roku 2005 omezovány regulacemi EU a byl spuštěn trh s emisními povolenkami s cílem snižovat emise skleníkových plynů. V roce 2024, kdy se cena emisních povolenek pohybuje kolem 70 € s potenciálem dalšího růstu, uvažuje česká vláda o mechanismu, který by uhelné elektrárny udržel v chodu, protože nevydrží být bez podpory v provozu do předpokládaného roku 2033 až 2038 (potřebovaly by výkupní cenu alespoň o 30 €/MWh nad emisní povolenkou). Elektrárna Počerady a elektrárna Chvaletice by měly být kvůli nerentabilitě uzavřeny už v roce 2025. V roce 2023 zajišťovalo hnědé uhlí v Česku 35 % spotřeby elektřiny a většinu tepla.